# Eirik Hestad
Eirik Hestad, né le 26 juin 1995 à Molde en Norvège, est un footballeur norvégien, qui évolue au poste d'ailier droit au Paphos FC.

## Biographie

### Molde FK
Natif de Molde en Norvège, Eirik Hestad est formé par le club de sa ville natale, le Molde FK. Il fait ses débuts en professionnel le 25 octobre 2012, à l'occasion d'une rencontre de Ligue Europa lors de la phase de groupe face au Steaua Bucarest. Il entre en jeu lors de cette rencontre perdue par deux buts à zéro par son équipe.
Hestad devient pour la première fois champion de Norvège en 2014 avec le Molde FK.
Le 30 avril 2019, Hestad et son coéquipier Fredrik Aursnes prolongent leur contrat avec Molde jusqu'en 2021.
Il devient à nouveau champion de Norvège en 2019, saison où il termine meilleur passeur du championnat avec dix passes décisives.

### Paphos FC
Le 9 janvier 2022, il quitte Molde après dix ans passés au club, et rejoint le club chypriote du Paphos FC. Il joue son premier match sous ses nouvelles couleurs le 15 janvier 2022, lors d'une rencontre de championnat face à l'Olympiakos Nicosie. Il entre en jeu et son équipe l'emporte par deux buts à un.

### En équipe nationale
Il reçoit sa première sélection avec l'équipe de Norvège espoirs le 8 octobre 2015, contre le Kazakhstan. Une rencontre remportée par les Norvégiens sur le score de deux buts à un.

## Statistiques
| Saison                | Club                  | Championnat           | Championnat | Championnat | Coupe(s) nationale(s) | Coupe(s) nationale(s) | Compétition(s) continentale(s) | Compétition(s) continentale(s) | Compétition(s) continentale(s) | Total | Total |
| Saison                | Club                  | Division              | M.          | B.          | M.                    | B.                    | Comp.                          | M.                             | B.                             | M.    | B.    |
| 2012                  | Molde FK              | Tippeligaen           | -           | -           | -                     | -                     | C3                             | 1                              | 0                              | 1     | 0     |
| 2013                  | Molde FK              | Tippeligaen           | 1           | 0           | 2                     | 0                     | -                              | -                              | -                              | 3     | 0     |
| 2014                  | Molde FK              | Tippeligaen           | 8           | 0           | 1                     | 0                     | C3                             | 2                              | 0                              | 11    | 0     |
| 2015                  | Molde FK              | Tippeligaen           | 13          | 1           | 4                     | 0                     | C1+C3                          | 3+7                            | 0+1                            | 27    | 2     |
| 2016                  | Molde FK              | Tippeligaen           | 21          | 3           | 3                     | 0                     | C3                             | 2                              | 1                              | 26    | 4     |
| 2017                  | Molde FK              | Eliteserien           | 20          | 0           | 6                     | 0                     | -                              | -                              | -                              | 26    | 0     |
| 2018                  | Molde FK              | Eliteserien           | 30          | 8           | 1                     | 0                     | C3                             | 7                              | 7                              | 38    | 15    |
| 2019                  | Molde FK              | Eliteserien           | 28          | 4           | 2                     | 0                     | C3                             | 8                              | 1                              | 38    | 5     |
| 2020                  | Molde FK              | Eliteserien           | 23          | 4           | -                     | -                     | C1+C3                          | 5+8                            | 1+1                            | 36    | 6     |
| 2021                  | Molde FK              | Eliteserien           | 17          | 3           | 2                     | 0                     | C4                             | 4                              | 0                              | 23    | 3     |
| Sous-total            | Sous-total            | Sous-total            | 161         | 23          | 21                    | 0                     | -                              | 47                             | 12                             | 229   | 35    |
| 2021-2022             | Paphos FC             | Championnat Cyta      | 8           | 0           | 2                     | 0                     | -                              | -                              | -                              | 10    | 0     |
| Total sur la carrière | Total sur la carrière | Total sur la carrière | 169         | 23          | 23                    | 0                     | -                              | 47                             | 12                             | 239   | 35    |

## Palmarès

### En club
Molde FK
- Championnat de Norvège (2) :
  - Champion : 2014 et 2019.

- Coupe de Norvège (2) :
  - Vainqueur : 2013 et 2014.